# Carmina (Sidonio Apollinare)
I Carmina sono una raccolta di scritti di Gaio Sollio Sidonio Apollinare e pubblicati intorno al 470.

## Struttura
Risulta composta da:
- tre panegirici: per gli imperatori Antemio, Maggioriano e Avito (in esametri preceduti da praefationes in distici elegiaci)
- un carme dedicatorio al condiscepolo Magno Felice in endecasillabi faleci
- due epitalami in esametri
- altre poesie d'occasione (dette nugae)

| Controllo di autorità | VIAF (EN) 186156105 · LCCN (EN) nr2001037459 · GND (DE) 4307470-4 · BNE (ES) XX2137843 (data) · BNF (FR) cb14411051r (data) · J9U (EN, HE) 987007344065005171 |